# Till It’s Gone
«Till It's Gone» — второй сингл европейского издания компиляции ShadyXV, бонусный трек с этого сборника, а также второй сингл с альбома Love Story, записанный американским рэпером Yelawolf. Продюсером сингла выступил WillPower. Сингл является саундтреком к сериалу «Сыны анархии». А также в трейлере фильма "Черная Месса" с Джонни Деппом в главной роли.

## Клип
30 сентября на видеохостинге YouTube была опубликована аудио-версия сингла, 7 октября — тизер клипа, 14 октября — сам клип.